# Ryssby församling, Kalmar-Ölands kontrakt
Ryssby församling, församling i Ryssby-Åby pastorat i Växjö stift och Kalmar kommun. Församlingen ingår i Kalmar-Ölands kontrakt. 
Församlingskyrka är  Ryssby kyrka.

## Administrativ historik
Församlingen har medeltida ursprung. 
Församlingen utgjorde ett eget pastorat fram till 1977 då den bildar pastorat med Åby församling.

## Series pastorum
| Ämbetstid     | Namn                              | Levnadstid         |
| (1348)        | Abernus Rydberni                  |                    |
| (1448)        | Ericus                            |                    |
| (1476)–(1479) | Canutus Birgeri                   |                    |
| (1488)        | Johannes Ragvaldi                 |                    |
| (1491)        | Andreas                           |                    |
| 1525–?        | Olaus Johannis                    |                    |
| (1547)        | Jonas Spegel                      |                    |
| (1555)–(1558) | Laurentz Petri                    |                    |
| (1559)–(1565) | Ericus                            |                    |
| 1566–1568     | Olaus Johannis                    |                    |
| 1568–1575     | Olaus Nicolai                     | d. 1575            |
| 1575–1598?    | Olaus Olai                        | d. 1598 eller 1599 |
| 1599–1604     | Johannes Nicolai                  | d. 1604            |
| 1605–1612     | Jonas Simonis                     | omkr. 1573–1652    |
| 1612–1650     | Matthias Erasmi                   | d. 1650            |
| 1652–1670     | Ericus Birgeri Gerdzlovius        | d. 1670            |
| 1671–1689     | Magnus Cervinus                   | 1633–1689          |
| 1690–1693     | Birgerus Erici Gerdzlovius        | 1641–1693          |
| 1694–1705     | Johan Peterson                    | 1655–1717          |
| 1705–1731     | Göran (Jöran) Andersson Swebilius | 1669–1731          |
| 1734–1744     | Georg Montelius                   | 1697–1764          |
| 1744–1745     | Israel Nicander                   | 1704–1745          |
| 1746–1762     | Erik Cantonius                    | 1711–1762          |
| 1763–1794     | Hans Jacob Donner                 | 1717–1794          |
| 1796–1843     | Bengt Magnus Lindwall             | 1754–1843          |
| 1844–1860     | Johan Fredrik Rossander           | 1781–1860          |
| 1863–1877     | Johan Gustaf Björklund            | 1806–1877          |
| 1881–1890     | Nils Magnus Lindell               | 1818–1890          |
| 1893–1922     | Andreas Nordstén                  | 1847–1922          |
| 1924–1935     | Arvid Albin Anderson              | 1868–1935          |
| 1937–1954     | Hjalmar Lundgren                  | 1884–1980          |
| 1954–1969     | Folke Gjerulf                     | 1904–1994          |

## Organister och klockare
| Ämbetstid | Namn             | Levnadstid | Övrigt                |
| --------- | ---------------- | ---------- | --------------------- |
| 1700-1739 | Lars Carlsson    |            | Klockare              |
| 1740-1747 | Peter Jonasson   |            | Klockare              |
| 1748-1758 | Peter Askegren   |            | Klockare              |
| 1755-1759 | Emanuel Aschling |            | Organist              |
| 1760-1770 | Mattis Sveder    |            | Organist och klockare |
| 1785-1824 | Jacob Jacobsson  | 1749-1824  | Organist och klockare |
| 1825-1860 | Daniel Holmdahl  | 1793-1875  | Organist och klockare |